# Държавно устройство на Того
Того е президентска република.

## Изпълнителна власт

### Президент
Того е република от президентски тип. Държавен и правителствен ръководител е президент избиран за 7 години.

## Законодателна власт
Законодателен орган в Того е еднокомарен парламент, съставен от 81 народни представители, избирани пропорционално, за срок от 5 години.

## Съдебна власт
Висша съдебна инстанция е Върховния съд.